# Århus Baseball Softball Klub
Århus Baseball Softball Klub (ÅBSK) er den ældste baseball- og softballklub i Jylland. Der er lidt usikkerhed om hvornår klubben blev grundlagt, men de tidligste kilder fortæller at klubben har været aktiv siden 1984 og måske endda i længere tid Klubben er medlem af Dansk Softball Forbund (DSoF) og Danish Baseball Federation (DBaF).

## Banen
Århus Baseball Softball Klub spiller hjemmekampe på Åbrinkvej 11, 8000 Aarhus C. Banen er en softballbane, som bliver modificeret med ekstra længde mellem baserne, når der bliver spillet baseball.

## ASA Softball
Før klubben fik navnet "Århus Baseball Softball Klub" blev sporten spillet under Arbejder Sport Aarhus. I 80'erne hed foreningen ASA Softball, som blev grundlagt af Bert Hoffman. Dengang bestod ASA af: ASA Fodbold, ASA Håndbold og ASA Softball.